# Destroy What You Enjoy
Destroy What You Enjoy è il quinto album in studio del gruppo musicale alternative metal statunitense Powerman 5000, pubblicato nel 2006.

## Tracce
1. Construction of the Masses Pt. 1 – 0:25
2. Destroy What You Enjoy – 3:56
3. Return to the City of the Dead – 3:17
4. Wild World – 3:20
5. Enemies – 2:26
6. Murder – 3:25
7. Now That's Rock 'N Roll – 3:33
8. All My Friends Are Ghosts – 3:16
9. Walking Disaster – 3:17
10. Who Do You Think You Are? – 3:01
11. Construction of the Masses Pt. 2 – 0:27
12. Miss America – 4:01
13. Heroes and Villains (Live) – 4:04

## Formazione
- Spider One - voce
- Terry Corso - chitarra
- Scott Gilman - organo Hammond
- Johnny Heatley - chitarra, cori
- Adrian Ost - batteria, cori